# Канада на зимних Олимпийских играх 1968
Канада принимала участие в зимних Олимпийских играх 1968, и заняла 13-е место в общекомандном зачёте.

## Медалисты
| Медаль  | Спортсмен | Вид спорта  | Дисциплина             |
| ------- | --- | ----------- | ---------------------- |
| Золото  | Нэнси Грин | Горные лыжи | Женщины, слалом-гигант |
| Серебро | Нэнси Грин | Горные лыжи | Женщины, слалом        |
| Бронза  | Кен Бродерик Уэйн Стивенсон Маршалл Джонстон Бэрри Мак-Кензи Брайан Глени Пол Конлин Терри О'Мэлли Фрэнсис Хакк Моррис Мотт Роже Бурбоннэ Раймон Кадье Дэнни О'Ши Тед Хэргривс Гэри Дайнин Стивен Монтэйс Джерри Пиндер Билл Мак-Миллан Херб Пиндер | Хоккей      | Мужчины                |